# Vladimír Lébl
Vladimír Lébl (6. února 1928 Praha – 8. června 1987 tamtéž) byl český muzikolog, divadelní a hudební publicista. Jeho syn Petr Lébl byl český divadelní režisér.

## Život a dílo
Nejprve studoval na smíchovském reálném gymnáziu, které dokončil maturitní zkouškou v roce 1946. Poté nastoupil ke studiu Lékařské fakulty Univerzity Karlovy. Hudba mu během tohoto období byla pouze koníčkem, věnoval se jí jako klavírista v barových kapelách, v sezóně 1948/49 působil v Divadle satiry. Roku 1949 přestoupil na Filozofickou fakultu, kde studoval hudební vědu a etnografii, mj. u Mirko Očadlíka. Absolvoval v roce 1953 diplomní prací Pět kapitol o Leoši Janáčkovi a dále působil na katedře hudební vědy Filozofické fakulty Univerzity Karlovy jako asistent. Roku 1958 se habilitoval disertační prací Vítězslav Novák (1870–1949) a získal vědecký titul CSc. Od roku 1957 vedl hudebně dramatického oddělení Divadelního ústavu Ministerstva kultury a věnoval se výzkumu hudebně dramatické tvorby na českém území. Od roku 1955 publikoval v Hudebních rozhledech, později i v časopise Divadlo a v Literárních novinách. V rámci své publicistické činnosti se věnoval zejména soudobé hudbě.
V roce 1963 nastoupil do Ústavu pro hudební vědu při československé akademii věd, v rámci svého působení redigoval obsáhlý první díl knihy o dějinách české hudby počátku 20. století. Od roku 1964 zároveň budoval v ústavu zvukovou laboratoř a stál již v roce 1961 u zrodu Elektronické komise při Svazu československých skladatelů. Na tomto poli své činnosti spolupracoval s Miloslavem Kabeláčem a Eduardem Herzogem a v roce 1966 spolupořádal mezinárodní seminář nové hudby jehož se zúčastnil i Pierre Schaeffer.
Roku 1965 spoluzaložil Pražskou skupinu Nové hudby, kam patřili i Marek Kopelent, Rudolf Komorous, Josef Bek, Zbyněk Vostřák, Eduard Herzog a Vladimír Šrámek. Byl v kontaktu i s progresivními brněnskými autory, jakými byli Josef Berg, Alois Piňos či Miloš Štědroň. Na přelomu šedesátých a sedmdesátých let vydal čtyři čísla časopisu Konfrontace, v němž se věnoval otázkám soudobé hudby.
Za normalizace se věnoval především redigování souborné publikace Hudební věda a jako metodolog a redaktor se podílel i na obsáhlé monografii Hudba v českých dějinách. Od středověku do nové doby. Práce v oblasti soudobé hudby mu byla během normalizace omezena a někteří autoři, jimiž se publicisticky zabýval, se ocitli i na „černé listině“ vládnoucího režimu. Na konci osmdesátých let také přednášel v Divadle hudby o Nové hudbě, ale i o novějších dějinách české hudby.
Zemřel náhle na infarkt 8. června 1987 v Praze. Je řazen mezi přední české metodology hudební vědy 2. poloviny 20. století.
Svou jedinou skladbu, hudbu ke komedii Iva Havlů Od koření ke koření vydal v roce 1959.

### Další literatura
- LUDVOVÁ, Jitka. Vladimír Lébl. S. 12–14. Czech Music Quarterly [online]. Czech Music Information Centre, 2005 [cit. 2020-03-15]. Čís. 2, s. 12–14. Dostupné online. ISSN 1211-0264. (anglicky)
- POLÁŠKOVÁ, Anežka. Pozůstalost Vladimíra Lébla v ČMH. Praha, 2011. 164 s. diplomová práce. Ústav hudební vědy FF UK. Vedoucí práce Mgr. Tereza Havelková.
- Heslo Lébl, Vladimír in Česko A-Z Universum. Praha: Knižní klub, 2005. 512 s. ISBN 80-242-1525-X.